# پرفروغ‌ها (مجموعه تلویزیونی)
پرفروغ‌ها (انگلیسی: The Luminaries)، یک مجموعه تلویزیونی بریتانیایی در ژانر درام است که بر اساس رمانی به همین نام اثر النور کاتن اقتباس شده‌است. ایو هیوسن، اوا گرین، مارتون چوکاش و اریک تامسون ستارگان سریال هستند. پرفروغ‌ها به‌طور گسترده در بریتانیا و نیوزلند جلوی دوربین رفت. سریال نخستین بار در تاریخ ۱۷ مه ۲۰۲۰ به روی آنتن بی‌بی‌سی دو و تلویزیون نیوزیلند رفت.
این مجموعه با نام «جادوی سرنوشت» به فارسی دوبله و از شبکه من و تو پخش شده است.

## داستان
پیوند بین این دو عاشق بدشانس چیزی بیشتر از یک وابستگی صرف است. (آنا) و (امری) به اصطلاح «دوقلوهای ستاره‌ای» هستند. آنها دقیقاً در یک لحظه و زیر یک آسمان متولد شده‌اند، که باعث می‌شود سرنوشت یکسانی داشته باشند.